# Lavabo (religión)
Se llama lavabo a las salas especiales situadas sobre todo en los claustros de los monasterios en las que los monjes se lavan las manos. Durante la Edad Media en estas salas se instalaban piscinas o pequeños depósitos de agua bajo arcadas ricamente ornamentadas. 
El lavabo de la abadía de Fontenay se componía de una pila colocada en derredor de una columna central que soportaba los arcos de empuje de las bóvedas. El lavabo de Saint-Denis que data del siglo XIII se conserva hoy en la Escuela de Bellas Artes y el de Saint-Wandrille (Sena Inferior) está colocado bajo una arcada cubierta de ramajes de extremada delicadeza. 

## Galería de imágenes

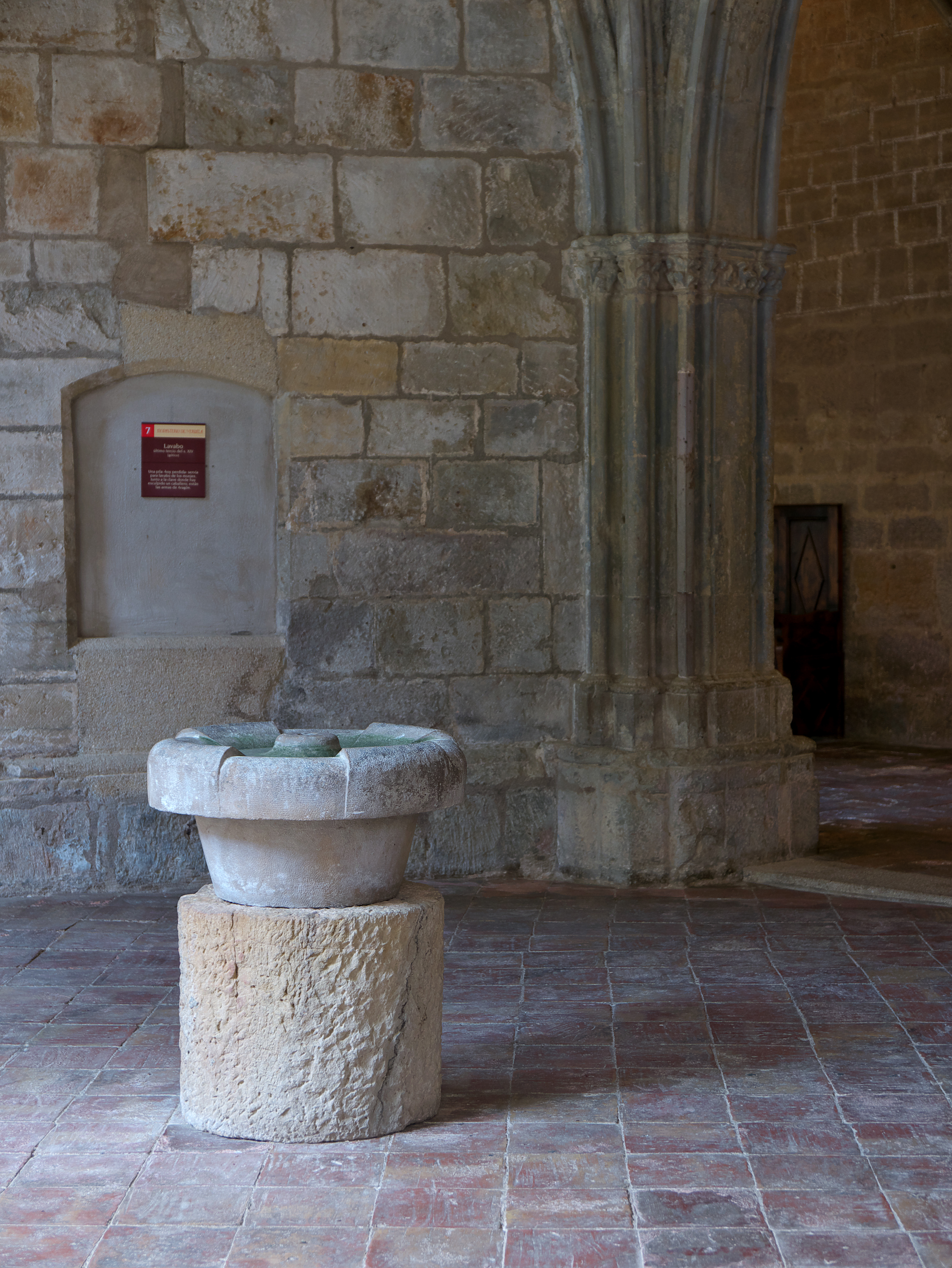
Lavabo del Monasterio de Veruela (España)
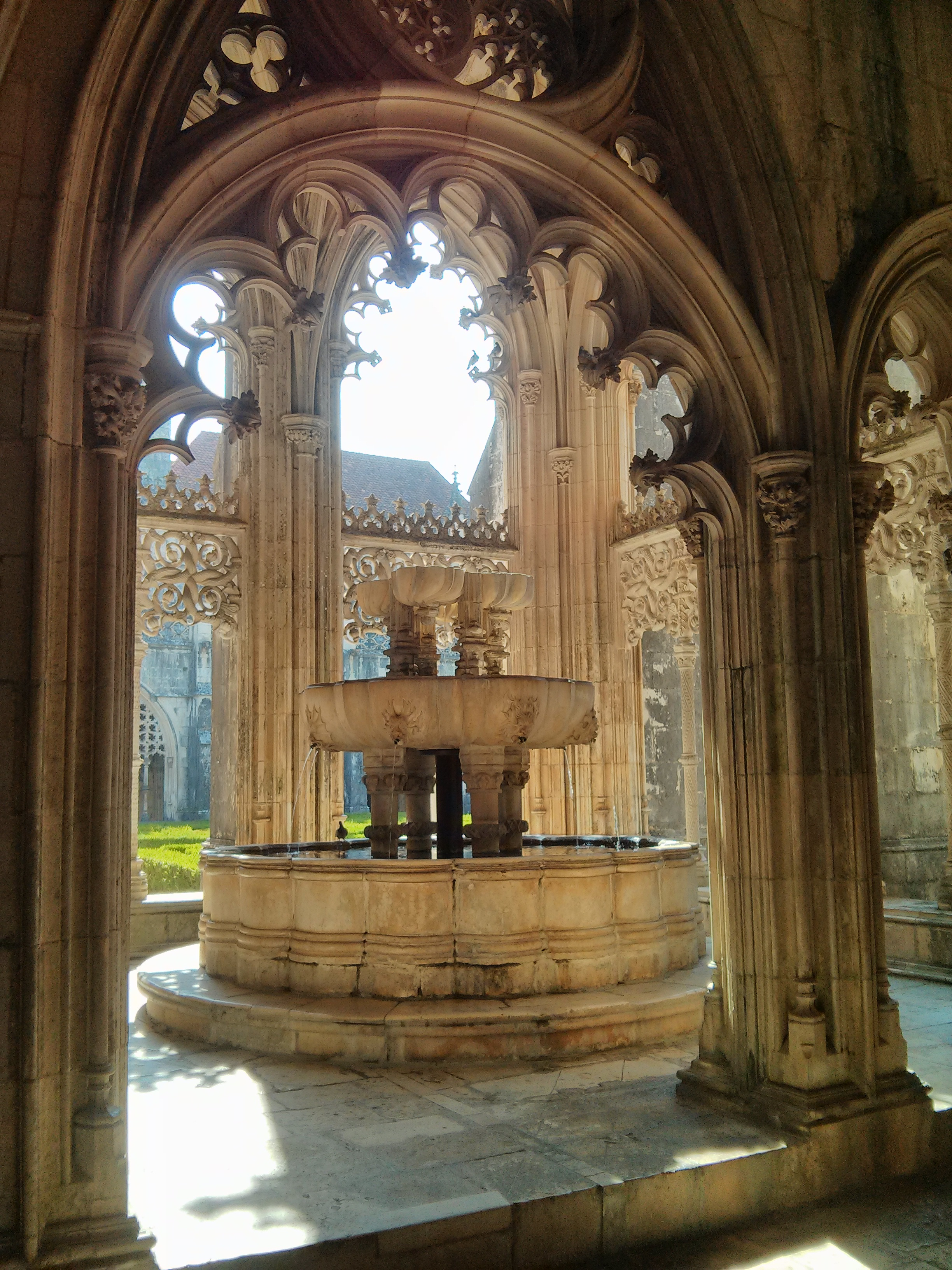
Lavabo del Mosteiro da Batalha en Leiria
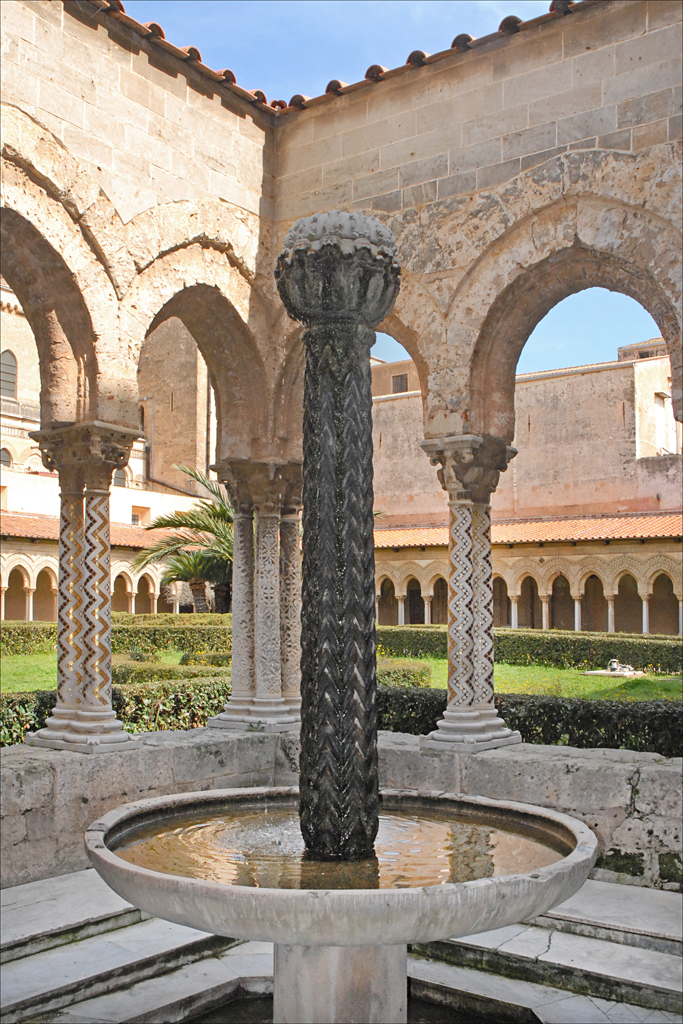
Lavabo en la catedral de Monreale en Sicilia
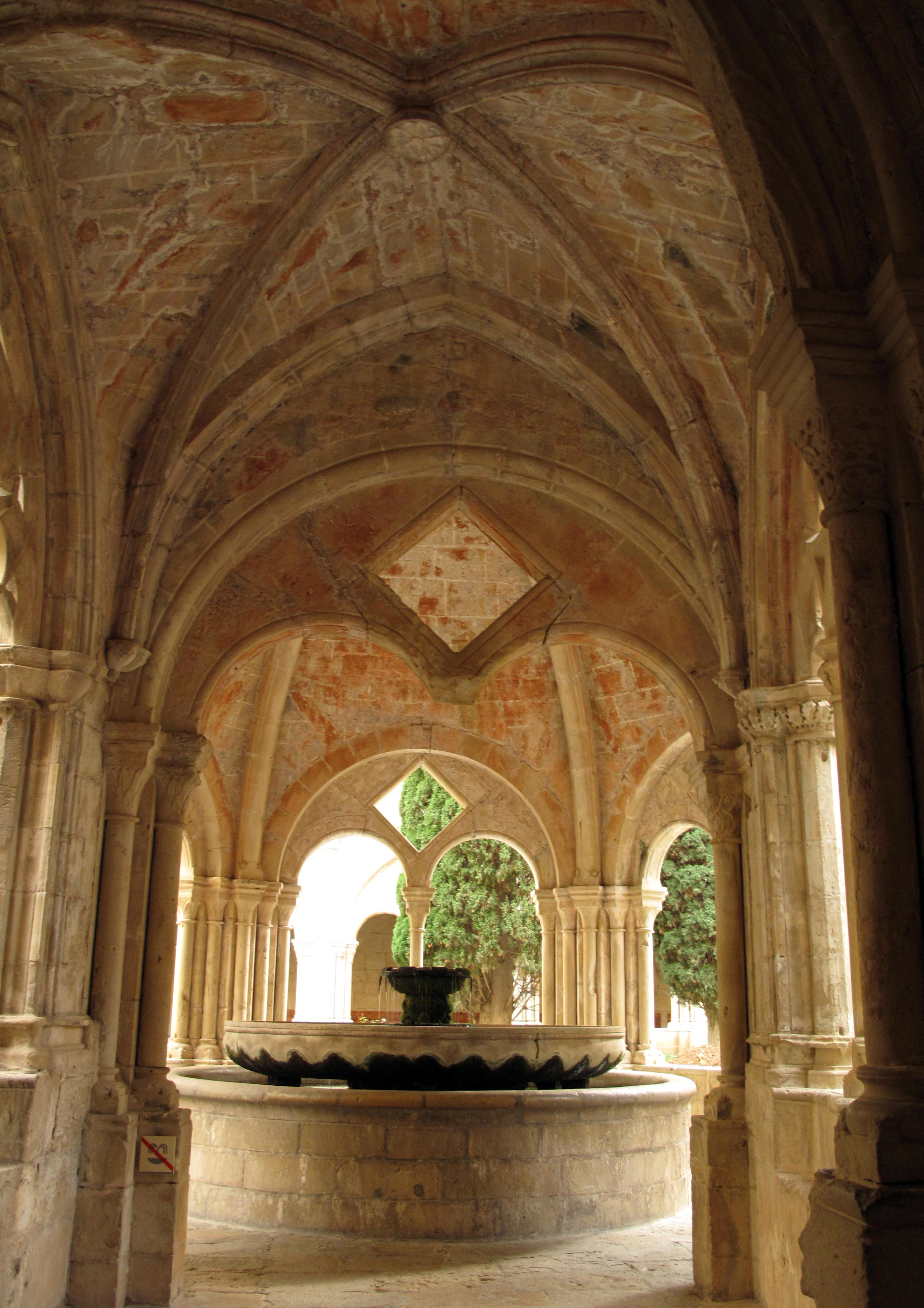
Lavabo en el claustro del monasterio de Poblet (España)
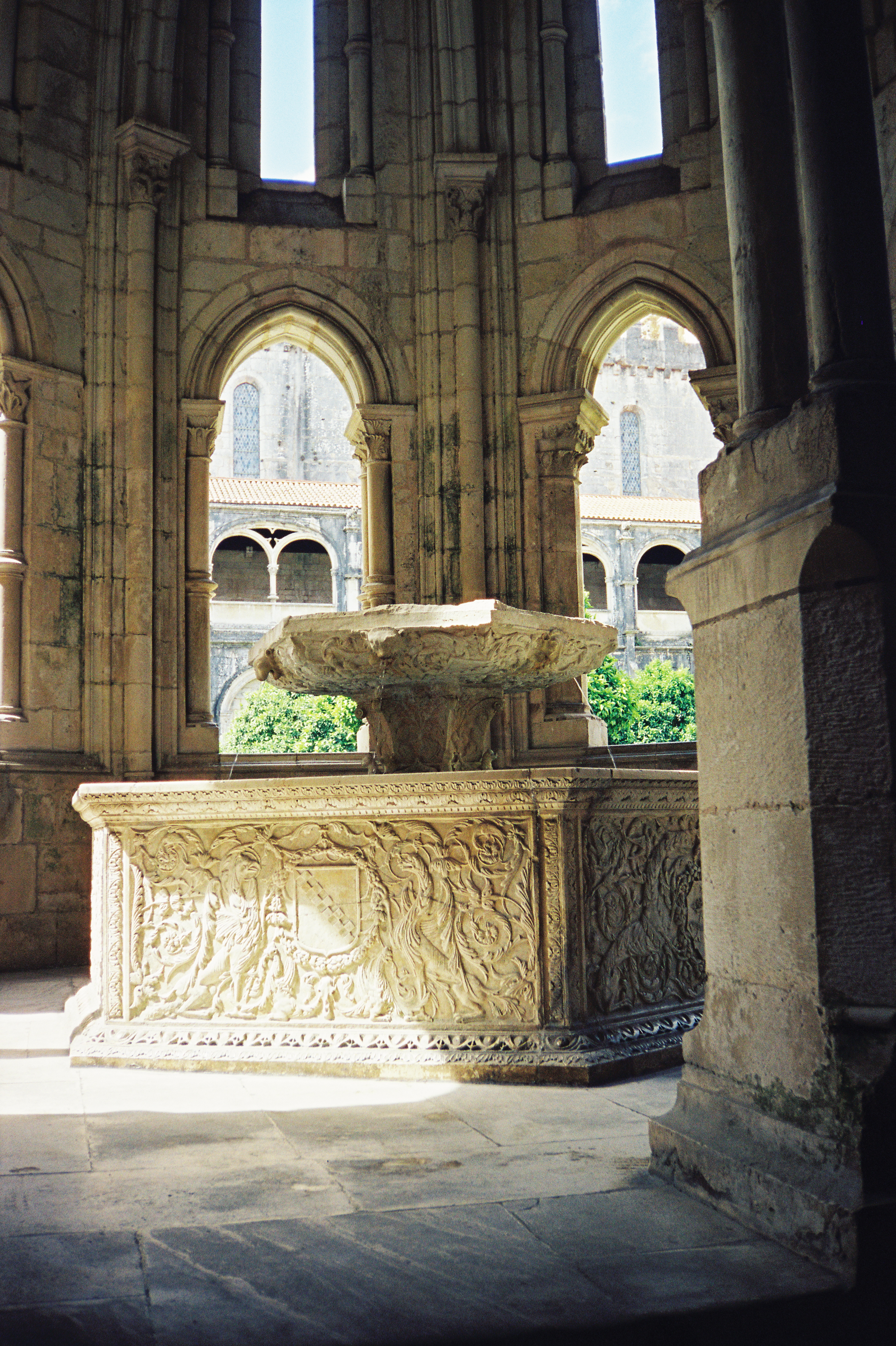
Lavabo en el Monasterio de Alcobaça (Portugal)

 Este artículo incorpora texto de un trabajo de contenido libre.  Licenciado bajo CC BY 4.0 Vocabulario de términos de arte,  Jules Adeline, Madrid : La Ilustración Española y Americana. Para aprender como añadir texto de licencias libres a artículos de Wikipedia, véase Wikipedia:Agregar textos en licencia libre en Wikipedia. Para más información sobre cómo reutilizar texto de Wikipedia, véanse las condiciones de uso.
- Datos: Q13446365
- Multimedia: Lavabos / Q13446365